# Тонганцы
Тонга́нцы — коренной народ островов Тонга. Численность — 120 тыс. чел. На Тонга живут 105 тыс., другие живут в Австралии, Новой Зеландии, Канаде. Язык — тонганский, распространен также английский. Письменность — на основе латиницы. Верующие — католики, англикане, методисты, мормоны.
Первопоселенцы — носители культуры лапитоидной керамики, их относят к 13—12 вв. до н. э. Тонга считается одним из древнейших центров полинезийской культуры. В 10—11 вв. здесь формируется племенной строй во главе с вождями, а в 18 — первые государственные образования. В обществе тонганце выделялось три слоя: аристократия (хоуэики), мастера и ораторы (туфунга, матапуле), состоявшие при вождях, и общинники (туа). К аристократии относились светские вожди (хоу), но среди вождей выделялись ещё высшие, или священные вожди. Такие же вожди были и на Самоа. Старейшая династия таких вождей на Тонга — Туи Тонга, позже (в 1500 г.) её сменяет другая — Туи Хаа Така-лауа, а век спустя ещё одна — Туи Конокуполу. Первый король, принявший христианство — Георг Таафаахау Тупоу.
В 1900 г. Тонга попадает под протекторат Великобритании, а с 1970 является независимым королевством в составе Британского содружества.
Традиционная культура (одежда, пища, жилище, ремесла, брак, система родства и др.) соответствует общеполинезийской. В настоящее время имеется лесопильная и обрабатывающая промышленность.

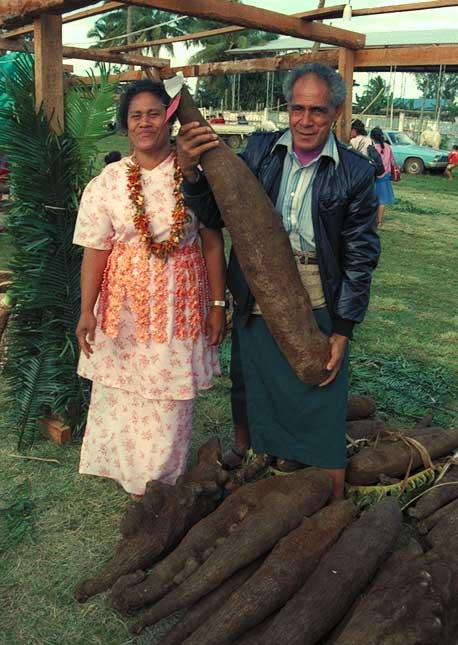